# 14027 Ichimoto
14027 Ichimoto è un asteroide della fascia principale. Scoperto nel 1994, presenta un'orbita caratterizzata da un semiasse maggiore pari a 2,5632870 au e da un'eccentricità di 0,2470691, inclinata di 6,35031° rispetto all'eclittica.